# Ta’izz
Ta’izz lub Taizz (arab. تعز) – miasto w Jemenie, oddalone 50 km od wybrzeża Zatoki Adeńskiej. Około 460 tys. mieszkańców. Trzecie co do wielkości miasto kraju.

## Historia
- 1175 – Ajjubidzi ogłosili Ta’izz swoją stolicą;
- ok. 1500 – stolica została przeniesiona do Sany;
- 1516 – Ta’izz dostał się pod wpływy Imperium Osmańskiego;
- 1918 – Ta’izz wszedł w skład niepodległego Jemenu;
- 1948 – został administracyjna stolicą Jemenu;
- 1962 – ponownie stracił status stolicy na rzecz Sany.

## Zabytki i miejsca warte zobaczenia
- biały meczet al-Aszrafija z XVI wieku ufundowany przez władców Jemenu Aszrafa I i Aszrafa II;
- meczet al-Muktabija i al-Mudhaffar
- cytadela górująca nad miastem z pałacem gubernatora;
- barwny i gwarny targ miejski – suk